# Paray-le-Monial
Paray-le-Monial – miejscowość i gmina we Francji, w regionie Burgundia-Franche-Comté, w departamencie Saona i Loara.
Według danych na rok 2013 gminę zamieszkiwało 9064 osób, a gęstość zaludnienia wynosiła 360 osób/km².
W miejscowości znajduje się bazylika romańska, której fundatorem w 973 roku był opat Cluny Odilon, oraz sanktuarium dwóch świętych: św. Małgorzaty Marii Alacoque oraz św. Klaudiusza de la Colombière.

## Bibliografia

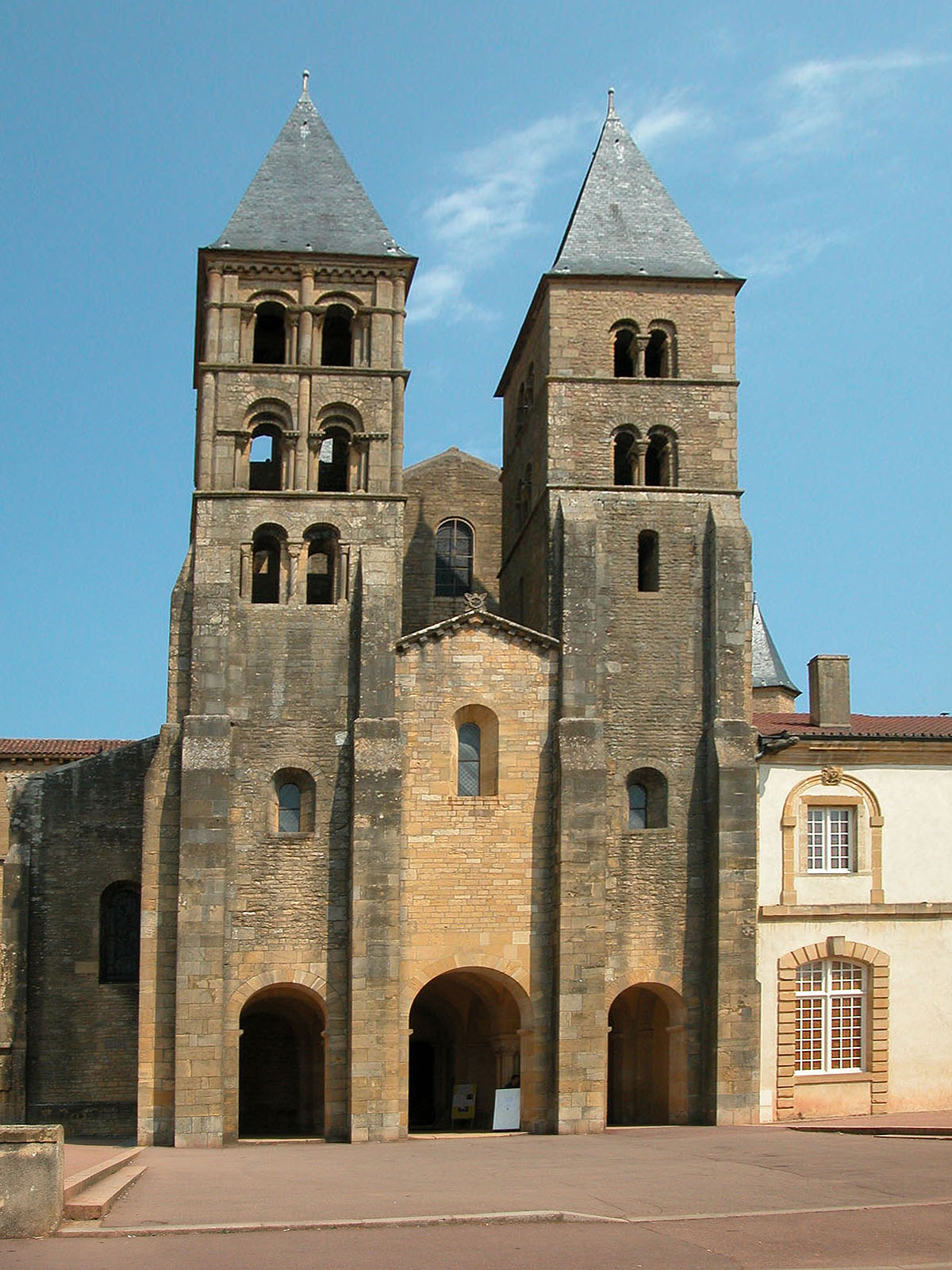
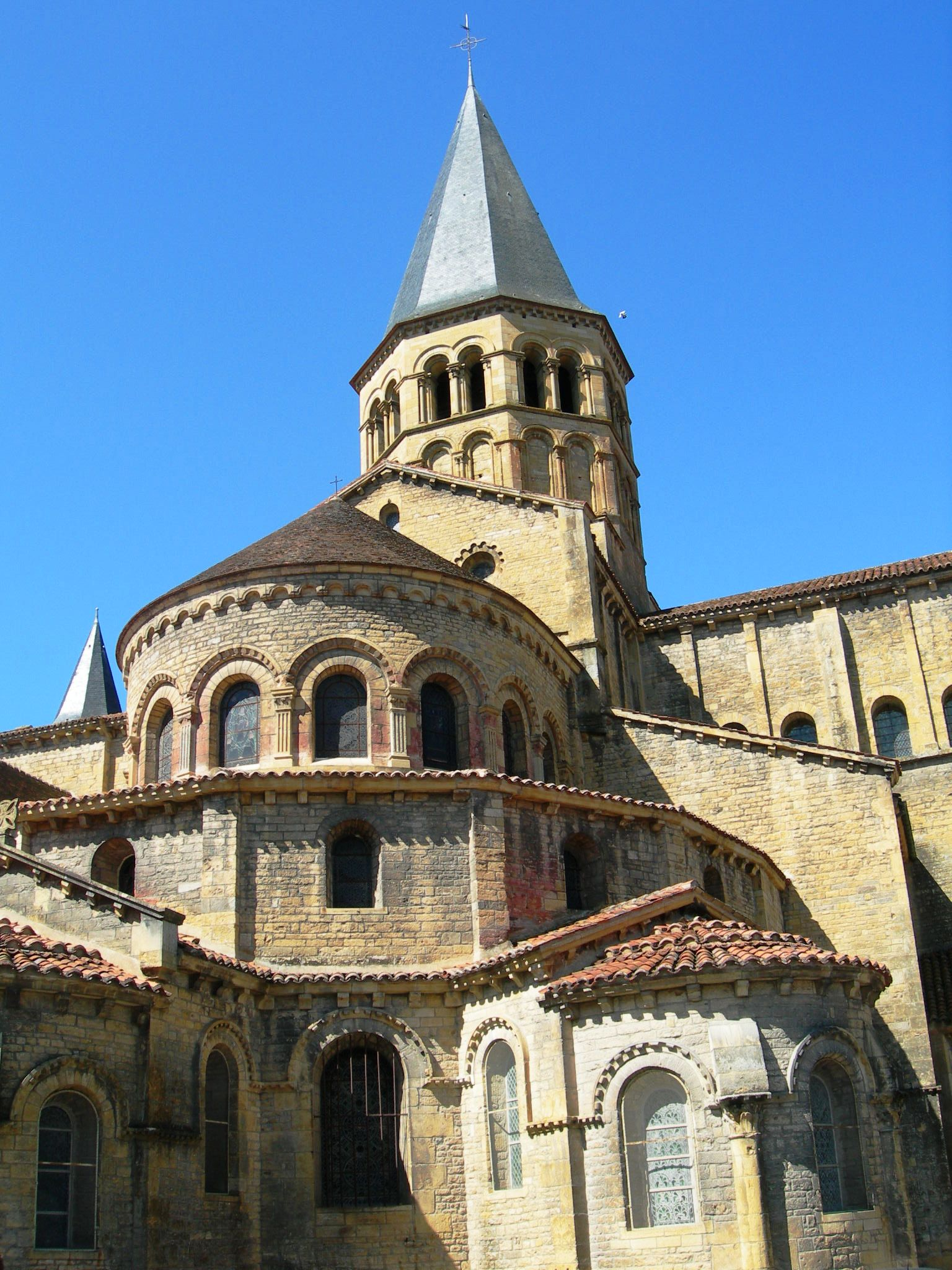
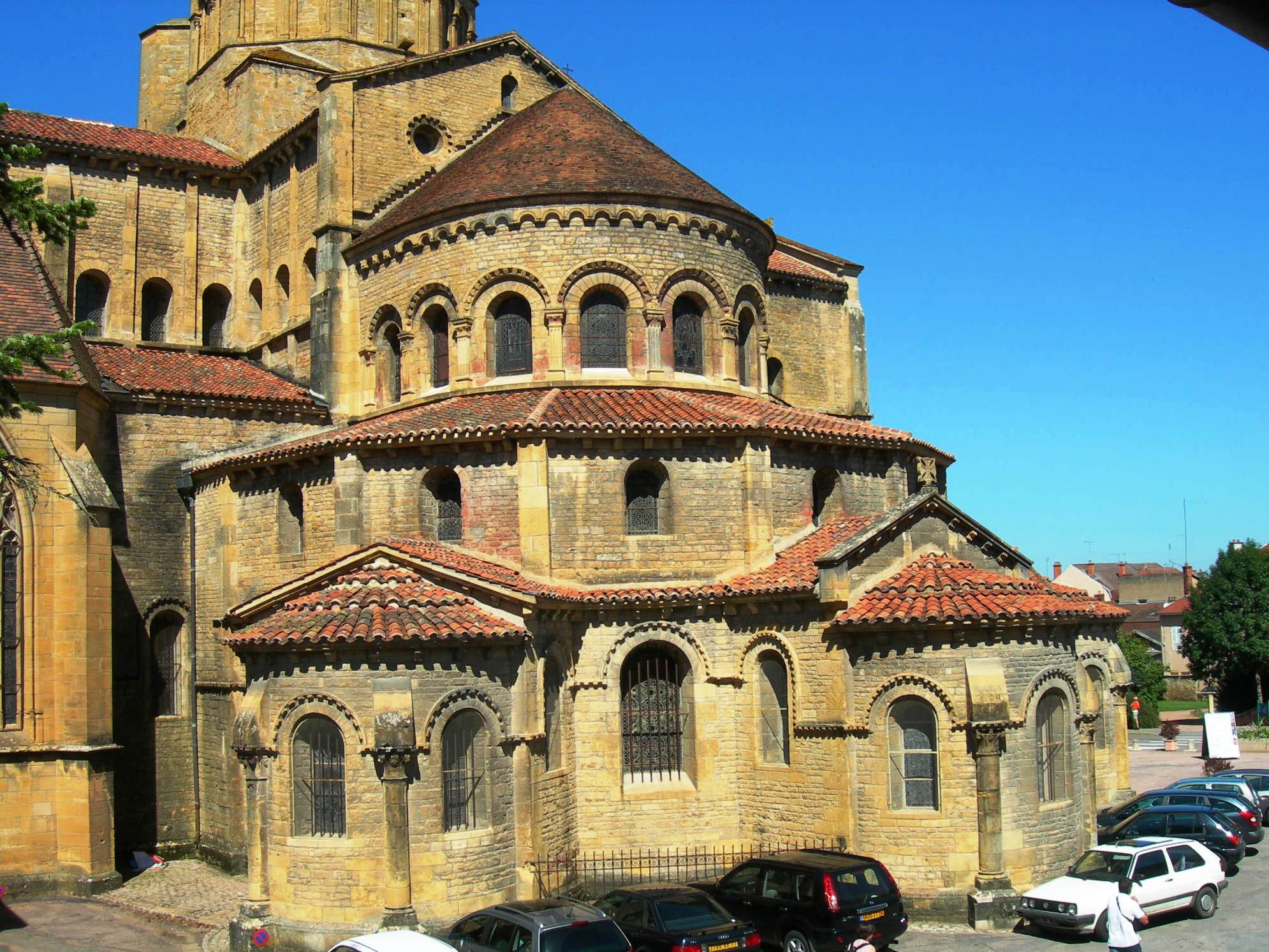
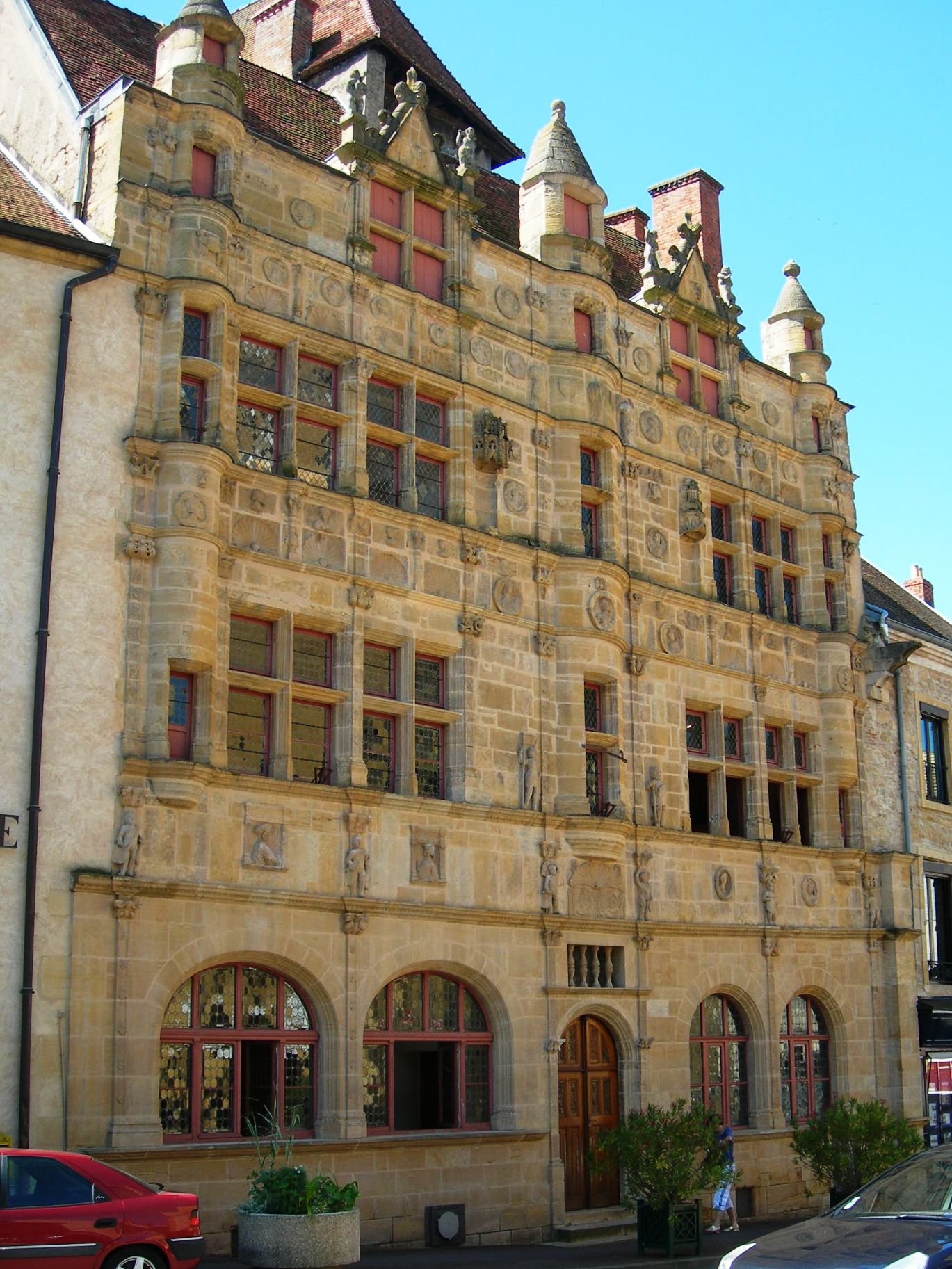